# Stephen Conway
Stephen David Conway (* 22. Dezember 1957) ist ein britischer anglikanischer Theologe. Er amtierte von 2011 bis 2023 als Bischof der Diözese Ely in der Church of England und seitdem als Bischof der Diözese Lincoln. Seit 2014 ist er Mitglied des House of Lords.

## Leben
Conway wuchs in einen multi-kulturellen Umfeld in South London auf. Als Kind besuchte er den Unterricht in einer methodistischen Sonntagsschule. Er ging dann auf die Archbishop Tenison's Church of England Grammar School im Londoner Stadtbezirk London Borough of Lambeth. Er studierte Moderne Geschichte am Keble College der University of Oxford, später dann Theologie am Selwyn College der University of Cambridge. Er war das erste Familienmitglied, das ein Universitätsstudium absolvierte. Bereits während seines Grundstudiums wurde er als Theologiestudent angenommen. Nach seinem Studienabschluss arbeitete er aber zunächst als Lehrer; er unterrichtete Geschichte und Englisch am Glenalmond College in Schottland, einer anglikanischen Public School. Zur Vorbereitung auf sein Priesteramt studierte er Theologie am Westcott House Theological College in Cambridge. Er absolvierte ein Praktikum in der psychiatrischen Notaufnahme des Fulbourn Hospital; diese Erfahrung prägte sein Interesse im medizinischen Bereich der geistig-seelischen Gesundheit.
1986 wurde er zum Diakon geweiht; 1987 folgte die Priesterweihe.  Seine Priesterlaufbahn begann er von 1986 bis 1989 als Vikar (Curate) an der St Mary Church in Heworth, Tyne and Wear in der Diözese von Durham. Er folgte von 1989 bis 1990 ein weiteres Vikariat an der St Michael Church (mit Zuständigkeit für die St Hilda Church) in Bishopwearmouth. Von 1990 bis 1994 war er als „Director of Ordinands“ für die Ausbildung der Priesteramtskandidaten in der Diözese Durham zuständig; gleichzeitig war er ehrenamtlicher Vikar (Honorary Curate) an der St Margaret Church in Durham. Von 1994 bis 1998 war er Pfarrer in Cockerton, von 1994 bis 1996 mit der Amtsbezeichnung „Priest in Charge“ und anschließend als „Vicar“. Von 1998 bis 2002 war er persönlicher Kaplan (Senior Chaplain) des Bischofs von Durham, Michael Turnbull. Gleichzeitig war er als „Communications Officer“ für die Öffentlichkeitsarbeit in der Diözese Durham zuständig. 2002 wurde er Archidiakon (Archdeacon), Residenzkanoniker (Canon Residentiary; Domherr) und Schatzmeister an der Durham Cathedral; diese Ämter hatte er bis 2006 inne.
Im Mai 2006 wurde seine Ernennung zum „Bischof von Ramsbury“ erstmals bekanntgegeben; die offizielle Veröffentlichung der Bekanntmachung erfolgt im Juni 2006 in der London Gazette. Am 22. Juni 2006 wurde er in der St Paul’s Cathedral von Rowan Williams, dem Erzbischof von Canterbury, zum Bischof geweiht. Von Spätsommer 2006 bis 6. Dezember 2010 war er, als Nachfolger von Anthony Russell, als „Bischof von Ramsbury“ Suffraganbischof in der Diözese Salisbury der Church of England. Im Juli 2010 übernahm er nach dem Ruhestand von David Stancliffe, dem Bischof von Salisbury, interimistisch die Leitung der Diözese. Am 31. August 2010 wurde seine Ernennung zum Bischof von Ely bekanntgegeben. Am 18. Oktober 2010 wurde er vom Domkapitel (College of Canons) in Ely gewählt; die Wahl wurde am 6. Dezember 2010 durch den Provincial Court formell bestätigt, wodurch er offiziell Bischof von Ely wurde. Seine feierliche Amtseinführung und Inthronisation fand am 5. März 2011 in der Kathedrale von Ely statt. Am 4. Juni 2014 wurde Conway in seiner Funktion als Bischof von Ely als Geistlicher Lord Mitglied des House of Lords.
Nachdem Christopher Lowson zum 31. Dezember 2021 als Bischof der Diözese Lincoln in den Ruhestand getreten war, übernahm Conway bis Ostern 2022 interimistisch die Leitung der Diözese. Im Mai 2023 wurde seine Berufung zum neuen Diözesanbischof von Lincoln bekanntgegeben. Die feierliche Inthronisation fand am 13. November 2023 statt.
Conway gehört dem anglo-katholischen Flügel der Church of England an, er ist jedoch auch von der charismatischen Bewegung beeinflusst. Enge Verbindungen auf Diözesanebene baute Conway mit Lettland, dem früheren Rumänien und Norddeutschland auf; eine enge Partnerschaft bestand zwischen der Diözese von Ely und der Nordelbischen Evangelisch-Lutherischen Kirche. Er ist Vertreter der Church of England in der L’Arche Community in Großbritannien, einem Hilfswerk, das Menschen mit Lernbehinderungen unterstützt, u. a. durch Vermittlung von Wohnungen und Gewährung finanzieller Beihilfen. Er ist außerdem Vorsitzender (Chairman) des Councils des Westcott House Theological College.
Conway ist unverheiratet. Er ist ein begeisterter Spaziergänger. Zu seinen Hobbys gehören Cricket und Rugby (als Zuschauer und Besucher), Lesen (Bücher über Theologie und Geschichte, Biografien und Thriller), Kino und Filme, sowie Reisen und Reiseliteratur.